# El calzonazos
El calzonazos es una película cómica española de 1974, dirigida por Mariano Ozores y basada en la obra teatral de 1923 La locura de Don Juan, del dramaturgo Carlos Arniches.

## Argumento
Juan (Paco Martínez Soria) es un hombre rico que vive totalmente dominado por la familia: Matilde (Florinda Chico), su mujer; Regina (María Kosti), su hija; Ricarda (Mari Carmen Prendes), su cuñada, y el hijo de esta, Felipe Juan (Luis Varela). Su hija está a punto de comprometerse con un rico hombre de negocios, pero Juan se entera de que su futuro suegro es un timador, y finge una enfermedad para evitar que Regina se case con él, en complicidad con el doctor. La enfermedad que Juan ha fingido es la esquizofrenia y se hace el loco. Vende la casa y echa a su cuñada y a su hijo fuera, pero estos le quieren llevar a un psiquiátrico. Para huir, Juan se vestirá de mujer. Al descubrir que su hija y su novio se van a París, corre al aeropuerto, se soluciona la trama y la familia vuelve a vivir al pueblo, bajo la dominación de Juan.

## Reparto
- Paco Martínez Soria como Juan Alcántara.
- Florinda Chico como Matilde.
- Mari Carmen Prendes como Ricarda.
- María Kosty como Regina.
- Emilio Laguna como Bautista.
- Emilio Gutiérrez Caba como Paquito.
- Luis Varela como Felipe.
- Guadalupe Muñoz Sampedro como Doña Magdalena.
- Alfonso del Real como Don Arturo.
- Antonio Ferrandis como Antonio.
- Laly Soldevila como Carlota.
- Alfredo Mayo como Héctor Goizueta.
- Dionisio Ramos como Álvaro Goizueta.
- José Yepes como portero.
- Goyo Lebrero como empleado de tienda de disfraces.
- Pilar Gómez Ferrer como doña Enriqueta, la vecina.
- Tomás Blanco como gerente del banco.